# Ricardo Silva Kubrusly
Ricardo Silva Kubrusly (Rio de Janeiro, 16 de abril de 1951 – Teresópolis, 10 de dezembro de 2023) foi um matemático, pesquisador, professor universitário e poeta brasileiro. 
Graduado em Engenharia Civil pela Pontifícia Universidade Católica do Rio de Janeiro (1973), mestre em Engenharia Civil pela Pontifícia Universidade Católica do Rio de Janeiro (1976), doutor em Matemática pela University of Texas System (1981), com estágio de pós-doutorado pela Purdue University (1990). Era Professor Adjunto da Universidade Federal do Rio de Janeiro e membro do Instituto de Estudos da Complexidade. Tinha experiência na área de História, com ênfase em Teoria e Filosofia da História.

## Carreira
Professor visitante no Departamento de Matemática da Purdue University em 1990. Professor Visitante do Instituto de Matemática da UERJ, onde foi co-responsável pela idealização e criação do Departamento de Matemática Aplicada, de 1993 a 1995 e novamente desde o início de 1998 para co-organizar e ministrar disciplinas no curso de pós-graduação para professores de primeiro e segundo graus. Professor Adjunto do Instituto de Matemática da UFRJ desde 1994. Pesquisador Titular do Laboratório Nacional de Computação Científica do CNPq desde 1980.

## Áreas de pesquisa
- Métodos Variacionais e Aplicações a Mecânica e Biologia, onde vem trabalhando sistematicamente desde 1980, tendo publicado vários artigos e monografias.
- Educação Matemática onde vem atuando desde 1997 junto as universidades UERJ e UFRJ na criação e desenvolvimento de cursos iterativos que utilizem o computador de maneira inteligente junto aos professores e alunos de primeiro e segundo gráus.
- Matemática e Psicanálise, onde vem desde 1985 orientando grupos de estudo de Psicanalistas. Vem sistematicamente proferindo conferências nos Congressos de Matemática sobre o assunto, na tentativa de criar o espaço necessário de atuação interdisciplinar onde a criação da Matemática e Psicanálise possa se desenvolver academicamente em conjunto com as outras matemáticas.
- Matemática e Literatura, em que vem realizando um estudo sistemático relacionando Teoremas e Poemas tendo proferido várias palestras no assunto.

## Consultorias científicas
Era consultor do periódico Mathematics Review desde 1983, membro do corpo editorial do Boletim da Sociedade Matemática Aplicada e Computacional desde 1996 e conselheiro da Sociedade de Matemática Aplicada e Computacional desde 1995.

## Morte
Ricardo morreu em 10 de dezembro de 2023, em Teresópolis, aos 72 anos, devido a um infarto fulminante.

## Publicações mais recentes
- "Problemas de Fronteira Livre "LNCC-1989
- "Variational Methods for Nonlinear Eigenvalue Inequalities". Diff. & Integral Equat., v 3, N 5, 1990
- "A Direct Dual Methods for Nonlinear Eigenvalue Inequalities" Appl. Math. Left, v 5, N 6,1992
- "Nonlinear Eigenvalue Inequalities Related with some Nondiferentiable Functionals " Purdue University 1990.
- "DINÂMICA POPULACIONAL E PROBLEMAS LINEARES DE AUTOVALOR" Co-autores: M.A.L.DOS SANTOS, C.COIMBRA atas CNMAC-1995
- "DINÂMICA POPULACIONAL COMO UM PROBLEMA NAO-LINEAR DE AUTO-VALOR" ANAIS DO 45 SEMINARIO BRASILEIRO DE ANALISE,1997
- "METODOS DOS ELEMENTOS FINITOS" NOTAS DE MATEMATICA APLICADA DO LNCC - 1997
- POPULACIONAL DYNAMICS AS A NONLINEAR EIGENVALUE PROBLEM. ANAIS DO INTERNATIONAL CONFERENCE ON NONLINEAR MECHANICS. LOCAL DE PUBLICACAO:AUSTIN - TEXAS -1997
- "Uma Introdução às Funções Reais" (Livro Texto) co-autoria UFRJ 1998
- "O Aluno de Matemática diante das novas tecnologias" Cadernos do IME/UERJ 1998
- "Livres textos sobre …" Cadernos do IME/UERJ 1998
- "O Tamanho do Infinito" hipertexto home page www.dmm.im.ufrj.br 1999
- "Transformações da reta" hipertexto home page www.dmm.im.ufrj.br 1999
- "Transformações do plano" hipertexto home page www.dmm.im.ufrj.br 1999
- Além de textos de pesquisa nas áreas tradicionais da matemática, destacamos os trabalhos "Paradoxos&Matemática&Psicanálise" apresentado no congresso "100 Anos de Winnicot" promovido pela SBPRJ e que está publicado nos anais deste Congresso; "O Estudante de matemática diante das novas tecnologias" e "A imitação de nada - uma fábula sobre o ensino da matemática" ambos publicados pela Revista de Educação Matemática do Paraná; "Livre terxtos sobre…" elaborado para substanciar o projeto para o SESC acima citado.